# ريتشارد غودفري
ريتشارد غودفري (بالإنجليزية: Richard Godfrey)‏ هو صانع الفخار بريطاني، ولد في 1949، وتوفي في 13 ديسمبر 2014.